# Scotinella britcheri
Scotinella britcheri là một loài nhện trong họ Phrurolithidae.
Loài này thuộc chi Scotinella. Scotinella britcheri được Alexander Petrunkevitch miêu tả năm 1910.